# Wii平衡板
Wii平衡板是Wii和Wii U电子游戏机的配件。与通常用于锻炼的平衡板不同，它不会晃动，而是跟踪用户的平衡中心。与Wii Fit一起于2007年7月11日在電子娛樂展上推出。